# Seoni
Seoni est une ville indienne située dans le district de Seoni dans l'État du Madhya Pradesh. en 2011, sa population était de 102 343 habitants.

## Traduction
- (en) Cet article est partiellement ou en totalité issu de l’article de Wikipédia en anglais intitulé « Seoni, Madhya Pradesh » (voir la liste des auteurs).